# Koudia Touila
Koudia Touila är en bergstopp i Algeriet. Den ligger i provinsen Médéa, i den norra delen av landet, 90 km sydväst om huvudstaden Alger. Toppen på Koudia Touila är 1 034 meter över havet.